# Austriacka Formuła 3 Sezon 2007
Austriacka Formuła 3 Sezon 2007 – dwudziesty piąty sezon Austriackiej Formuły 3.

## Kalendarz wyścigów
| Runda | Data            | Tor         | Pole position       | Najszybsze okrążenie | Zwycięzca (kierowcy) | Zwycięzca (zespoły)    |
| ----- | --------------- | ----------- | ------------------- | -------------------- | -------------------- | ---------------------- |
| 1     | 26 maja         | Most        | Michael Klein       | Michael Klein        | Michael Klein        | HS Technik Motorsport  |
| 2     | 27 maja         | Most        | Michael Klein       | Michael Klein        | Michael Klein        | HS Technik Motorsport  |
| 3     | 29 czerwca      | Lausitz     | Michael Klein       | Michael Klein        | Michael Klein        | HS Technik Motorsport  |
| 4     | 30 czerwca      | Lausitz     | Michael Klein       | Michael Klein        | Michael Klein        | HS Technik Motorsport  |
| 5     | 30 sierpnia     | Hockenheim  | Stefan Neuburger    | Christian Zeller     | Stefan Neuburger     | Franz Wöss Racing      |
| 6     | 31 sierpnia     | Hockenheim  | Stefan Neuburger    | Stefan Neuburger     | Stefan Neuburger     | Franz Wöss Racing      |
| 7     | 29 września     | Salzburg    | Francesco Lopez     | Francesco Lopez      | Stefan Neuburger     | Franz Wöss Racing      |
| 8     | 30 września     | Salzburg    | Francesco Lopez     | Stefan Neuburger     | Stefan Neuburger     | Franz Wöss Racing      |
| 9     | 20 października | Nürburgring | Klaus-Dieter Häckel | Francesco Lopez      | Francesco Lopez      | Franz Wöss Racing      |
| 10    | 21 października | Nürburgring | Klaus-Dieter Häckel | Klaus-Dieter Häckel  | Klaus-Dieter Häckel  | Auto Häckel Motorsport |

## Klasyfikacja kierowców
| Legenda oznaczeń w tabelach wyników Wyświetl szablon na nowej stronie | Legenda oznaczeń w tabelach wyników Wyświetl szablon na nowej stronie                                                                     |
| Oznaczenie                                                            | Wyjaśnienie |
| --------------------------------------------------------------------- | --- |
| Złoty                                                                 | Zwycięzca lub mistrzostwo |
| Srebrny                                                               | 2. miejsce lub wicemistrzostwo |
| Brązowy                                                               | 3. miejsce lub II wicemistrzostwo |
| Zielony                                                               | Ukończył, punktował (w klasyfikacji generalnej, gdy zdobył co najmniej jeden punkt na przestrzeni sezonu, poza trzema powyższymi opcjami) |
| Niebieski                                                             | Ukończył, nie punktował (w klasyfikacji generalnej, gdy nie zdobył co najmniej jednego punktu na przestrzeni sezonu)                      |
| Czerwony                                                              | Nie zakwalifikował się (NZ) |
| Czerwony                                                              | Nie prekwalifikował się (NPK) |
| Różowy                                                                | Nie ukończył (NU) |
| Różowy                                                                | Niesklasyfikowany (NS) (w klasyfikacji generalnej, gdy nie został sklasyfikowany w żadnym wyścigu sezonu)                                 |
| Czarny                                                                | Zdyskwalifikowany (DK) |
| Czarny                                                                | Wykluczony (WYK/EX) |
| Biały                                                                 | Nie wystartował (NW) |
| Biały                                                                 | Kontuzjowany (K/INJ) |
| Biały                                                                 | Wyścig odwołany (OD/C) |
| Bez koloru                                                            | Został wycofany (WYC/WD) |
| Bez koloru                                                            | Nie przybył (NP/DNA) |
| Bez koloru                                                            | Nie brał udziału w treningach (NT/DNP) |
| Bez koloru                                                            | Nie został zgłoszony (–) |
| Pogrubienie                                                           | Start z pole position |
| Kursywa                                                               | Najszybsze okrążenie wyścigu |
| †                                                                     | Nie ukończył, ale jego rezultat został zaliczony ze względu na przejechanie więcej niż 90% dystansu wyścigu.                              |
| *                                                                     | Sezon w trakcie |
| 1/2/3                                                                 | Punktowana pozycja w sprincie kwalifikacyjnym                                                                                             |
| Lista systemów punktacji Formuły 1                                    | |

| Poz. | Kierowca                | Zespół                      | MOS | MOS | LAU | LAU | HOC | HOC | SAL | SAL | NÜR | NÜR | Punkty |
| ---- | ----------------------- | --------------------------- | --- | --- | --- | --- | --- | --- | --- | --- | --- | --- | ------ |
| 1    | Stefan Neuburger        | Franz Wöss Racing           | 3   | 2   | 2   | 2   | 1   | 1   | 1   | 1   | -   | -   | 137    |
| 2    | Francesco Lopez         | Franz Wöss Racing           | 4   | 3   | 4   | NU  | 3   | 2   | 4   | 2   | 1   | 2   | 119    |
| 3    | Klaus-Dieter Häckel     | Auto Häckel Motorsport      | 5   | 4   | 5   | 4   | 4   | 4   | 2   | NU  | 3   | 1   | 103    |
| 4    | Michael Klein           | HS Technik Motorsport       | 1   | 1   | 1   | 1   | -   | -   | -   | -   | -   | -   | 80     |
| 5    | Christian Zeller        | Christian Zeller Motorsport | 2   | NU  | -   | -   | 2   | 3   | 3   | 3   | NU  | -   | 66     |
| 6    | Dirk Hochhold           | Auto Häckel Motorsport      | 7   | 7   | 7   | 6   | 7   | 8   | 6   | 5   | 4   | 4   | 59     |
| 7    | Maurycy Kochański       | Automobilklub Rzemieślnik   | -   | -   | 8   | 5   | 6   | 6   | -   | -   | 5   | 3   | 43     |
| 8    | Rudolf Heisinger        | Auto Häckel Motorsport      | -   | -   | -   | -   | 5   | 5   | 5   | 4   | -   | -   | 34     |
| 9    | Heinz Baltensperger     | Team BSR                    | -   | -   | 6   | 7   | 8   | 7   | -   | -   | 7   | 5   | 29     |
| 10   | Leonardo Valois         | KFR F3 Team                 | -   | -   | 3   | 3   | -   | -   | -   | -   | -   | -   | 24     |
| 11   | Florian Schnitzenbaumer | Franz Wöss Racing           | -   | -   | -   | -   | -   | -   | -   | -   | 2   | NU  | 15     |
| 12   | Robert Vetter           | Equipe Bernoise             | 6   | 6   | -   | -   | -   | -   | NU  | -   | -   | -   | 12     |
| 13   | Daniel Savare           | Jo Zeller Racing            | -   | 5   | -   | -   | -   | -   | -   | -   | -   | -   | 8      |
| 14   | Bernd Deuling           | Bernd Deuling               | -   | -   | -   | -   | -   | -   | -   | -   | 6   | -   | 6      |